# Urmiya (Rusia)
Urmiya (del ruso: Урмия) es un seló del raión de Kurgáninsk del krai de Krasnodar, en Rusia. Está situado a orillas del río Siniuja afluente por la derecha del Labá, tributario  del Kubán, 27 km al sureste de Kurgáninsk y 156 km al este de Krasnodar. Tenía 741 habitantes en 2010 principalmente asirios. Pertenece al municipio Novoalekséyevskoye.

## Historia
Urmiya fue fundado por emigrantes asirios de la gobernación de Ereván, que habían emigrado allí desde la región aledaña al lago Urmia. Después de las guerras ruso-persa de 1826-1828 y ruso-turca de 1877-1878, pues eran cristianos y temían las represalias persas. Tras la Primera Guerra Mundial y los combates siguientes en el transcurso de la guerra civil rusa, en 1924 se les concedió 300 hectáreas de tierra a 200 personas. Su nombre deriva de su hogar original Urmía, en el actual Irán.

## Personalidades
- Evgenia Davitshvili, Dzhuna (*1949), curadora a través de la fe.